# Liste des conseillers généraux d'Indre-et-Loire

## Composition du Conseil Général d'Indre-et-Loire(37 sièges)
| Parti                                | Sigle | Sigle | Élus |
| ------------------------------------ | ----- | ----- | ---- |
| Majorité (24 sièges)                 |       |       |      |
| Parti Socialiste                     |       | PS    | 16   |
| Divers gauche                        |       | DVG   | 5    |
| Front de gauche                      |       | FG    | 2    |
| Europe Écologie Les Verts            |       | EELV  | 1    |
| Opposition (13 sièges)               |       |       |      |
| Union des démocrates et indépendants |       | UDI   | 5    |
| Union pour un mouvement populaire    |       | UMP   | 4    |
| Divers droite                        |       | DVD   | 4    |
| Président du Conseil Général         |       |       |      |
| Frédéric Thomas (PS)                 |       |       |      |

## Liste des conseillers généraux du département d'Indre-et-Loire
| Canton                             | Circ. | Conseiller général       | Parti | Parti | Série |
| ---------------------------------- | ----- | ------------------------ | ----- | ----- | ----- |
| Arrondissement de Chinon           |       |                          |       |       |       |
| canton d'Azay-le-Rideau            | 4     | Eric Loizon              |       | DVD   | 2011  |
| canton de Bourgueil                | 5     | Pierre Junges            |       | DVG   | 2011  |
| canton de Chinon                   | 4     | Christiane Rigaux        |       | PS    | 2008  |
| canton de l'Île-Bouchard           | 4     | Nadège Arnault           |       | DVD   | 2011  |
| canton de Langeais                 | 5     | Jean Gouzy               |       | DVG   | 2008  |
| canton de Richelieu                | 4     | Serge Garot              |       | UMP   | 2011  |
| canton de Sainte-Maure-de-Touraine | 4     | Jean Savoie              |       | UMP   | 2008  |
| Arrondissement de Loches           |       |                          |       |       |       |
| canton de Descartes                | 3     | Gérard Dubois            |       | DVD   | 2008  |
| canton du Grand-Pressigny          | 3     | Gérard Hénault           |       | UDI   | 2011  |
| canton de Ligueil                  | 3     | Michel Guignaudeau       |       | DVG   | 2011  |
| canton de Loches                   | 3     | Pierre Louault           |       | UDI   | 2008  |
| canton de Montrésor                | 3     | Jacky Charbonnier        |       | FG    | 2011  |
| canton de Preuilly-sur-Claise      | 3     | Gilles Bertucelli        |       | DVD   | 2008  |
| Arrondissement de Tours            |       |                          |       |       |       |
| canton d'Amboise                   | 2     | Christian Guyon          |       | PS    | 2008  |
| canton de Ballan-Miré              | 4     | Alain Michel             |       | PS    | 2008  |
| canton de Bléré                    | 2     | Alain Kerbriand-Postic   |       | PS    | 2011  |
| canton de Chambray-lès-Tours       | 3     | Jean-Claude Landré       |       | DVG   | 2008  |
| canton de Château-la-Vallière      | 5     | Martine Chaigneau        |       | PS    | 2011  |
| canton de Château-Renault          | 2     | Jean-Pierre Gaschet      |       | UDI   | 2008  |
| canton de Joué-lès-Tours-Nord      | 4     | Marie-Dominique Boisseau |       | PS    | 2008  |
| canton de Joué-lès-Tours-Sud       | 4     | Philippe Le Breton       |       | PS    | 2011  |
| canton de Luynes                   | 5     | Joël Ageorges            |       | DVG   | 2011  |
| canton de Montbazon                | 3     | Marisol Touraine         |       | PS    | 2011  |
| canton de Montlouis-sur-Loire      | 2     | Patrick Bourdy           |       | PS    | 2011  |
| canton de Neuillé-Pont-Pierre      | 5     | Dominique Lachaud        |       | PS    | 2008  |
| canton de Neuvy-le-Roi             | 5     | Henri Zamarlik           |       | UDI   | 2011  |
| canton de Saint-Avertin            | 3     | Jean-Gérard Paumier      |       | UMP   | 2008  |
| canton de Saint-Cyr-sur-Loire      | 5     | Jean-Yves Couteau        |       | UDI   | 2008  |
| canton de Saint-Pierre-des-Corps   | 3     | Martine Belnoue          |       | FG    | 2008  |
| canton de Tours-Centre             | 1     | Serge Babary             |       | UMP   | 2008  |
| canton de Tours-Est                | 1     | Christophe Boulanger     |       | EELV  | 2011  |
| canton de Tours-Nord-Est           | 2     | Frédéric Thomas          |       | PS    | 2011  |
| canton de Tours-Nord-Ouest         | 5     | Claude Roiron            |       | PS    | 2011  |
| canton de Tours-Ouest              | 1     | Nicolas Gautreau         |       | PS    | 2011  |
| canton de Tours-Sud                | 1     | Claude-Pierre Chauveau   |       | PS    | 2011  |
| canton de Tours-Val-du-Cher        | 1     | Gérard Gernot            |       | PS    | 2008  |
| canton de Vouvray                  | 2     | Bernard Mariotte         |       | PS    | 2008  |

## Anciens conseillers généraux
- Marie-France Beaufils ;
- Dominique Clément de Ris, administrateur (1791) puis membre du Conseil général d'Indre-et-Loire (1792) ;
- Jean Delaneau ;
- Louis Dien ;
- Alexandre Goüin ;
- Eugène Goüin ;
- Emile Gounin ;
- Michel Lezeau ;
- Hervé Novelli ;